# Płytka wyobraźnia to kalectwo
Płytka wyobraźnia to kalectwo – społeczna akcja reklamowa mająca na celu ostrzeżenie ludzi (zwłaszcza młodych) przed skokami do wody w nieznanych miejscach oraz możliwymi skutkami takich skoków w przypadkach, gdy zbiornik wodny okaże się zbyt płytki. Organizatorem akcji jest powstałe w 1995 roku Stowarzyszenie Przyjaciół Integracji.

## Historia kampanii
Kampania rozpoczęła się w roku 1995, początkowo (do roku 2000) pod nazwą "Nieświadomość".
Od 2001 akcja została wsparta reklamą społeczną w postaci spotów radiowych i telewizyjnych oraz plakatów i ulotek dystrybuowanych na basenach i kąpieliskach. W latach 2002 i 2003 reklama społeczna prezentowana była również w kinach, a pakiet informacyjny (zawierający między innymi kasetę wideo z materiałem informacyjnym) dotarł do 1000 szkół średnich.

## Działania dodatkowe
Oprócz akcji ostrzegającej organizatorzy kampanii starają się również pomóc ofiarom skoków do wody w niebezpiecznych punktach poprzez poradnik dla takich osób oraz Fundusz Pierwszy krok.